# Szepessy György István
Szepessy György István (Budapest, 1948. december 3. –) a Vízgazdálkodási Tudományos Kutató Intézet Hidraulikai Intézetének nyugalmazott igazgatója.

## Életpályája
A Fővárosi Fazekas Mihály Gyakorló Gimnáziumban érettségizett. A Műegyetem Építőmérnöki Karának Vízépítőmérnöki Szakán 1973-ban végzett. (Oklevelének száma 82/1973.) „A Rakaca-völgyi tározó vízminőség-szabályozásának regionális terve" című diplomatervét a tervpályázaton II. díjban részesítették. Indoklásuk szerint: „A diplomaterv az időszerű témát igen korszerűen, magas színvonalon oldotta meg. Az ismertetett megoldás olcsó, magas fokú tisztítást, foszfát—nitrogén eltávolítást biztosít. Az alkalmazott megoldások messze meghaladják az egyetemi előadások ismeretanyagát.”
Diplomaszerzésének évében (1973) lett a Vízgazdálkodási Tudományos Kutató Intézet (VITUKI) Hidromechanikai Főosztályának munkatársa. Ez volt első és egyben utolsó munkahelye. Végig hidraulikával foglalkozott, tevékenységének alapját főleg a hidraulikai modellezés képezte. 
Az 1952-ben alapított VITUKI átszervezésekor létrejött Hidraulikai Intézet a korábbi Hidromechanikai Főosztály utóda lett, melyet a hazai áramlástani kutatások bázisaként létesítettek. Ezt a tevékenységet végezte mintegy ötven esztendeje, az erre a célra épített Hidraulikai laboratóriumban. A klasszikus kismintavizsgálati tevékenységet a legkülönbözőbb témájú kutatás-fejlesztési feladatok egészítették ki. A Hidraulikai Intézet tevékenysége a korábbihoz képest bővült. A hidraulikai kutatásokat végző Kísérleti hidraulikai osztály mellé az igen szerteágazó tevékenységet folytató Minősítési és Szabványosítási osztály és a vízrajzi műszerszolgálat feladatkörét betöltő Méréstechnikai osztály társult. Az intézethez három a Hidraulikai, a Talajmechanikai és az Új Termékek és Technológiák Laboratóriuma tartozott. Ezeket még egy forgószárny hitelesítő csatorna egészítette ki. Az intézet igazgatója 14 éven át Szepessy György volt.
A BME Vízi Közmű és Környezetmérnöki Tanszék diplomamunkáinak készítésében és bírálatában konzulensként közreműködött. Tájékoztató előadásokat tartott az ország területén a Hidrológiai Társaság rendezvényein. Így A híd, az út és a környezet címmel Szekszárdon, 2002. május 9-én az épülő szekszárdi Duna-híd kapcsán megtartott előadássorozaton. "Zárásként Szepessy György, a VITUKI Rt. intézetigazgatója a Duna-híd vízügyi kérdéseit elemzi."
Az Országos Vízügyi Levéltár két kéziratát (3798, 4295. szám alatt) őrzi.

## Szakmai tevékenysége
Kutatási tevékenysége a hidraulika következő négy jelentősebb területére terjedt ki: 
1. Folyami jéghidraulikai kutatásai a jégképződés, a zajlás, a jégmegállás-boltozódás és a torlaszképződés folyamatára terjedtek ki. A főleg elméleti fejezetnek legfontosabb célkitűzése a boltozódás és a torlaszképződés szükséges és elégséges feltétel rendszerének feltárása volt. Hazánkban sem a Dunán, sem a Tiszán nem szűnt meg a jeges árvíz veszélye. Kiemelten kezeli a torlaszképződés mechanizmusát, gyakorlati példát is bemutat, számos új kutatási eredményt ismertet. A számítások kiállták a gyakorlat próbáját.
2. A folyami hidak mederhidraulikai vizsgálatai a VITUKI kísérleti csarnokában folytak. A vizsgálatokat részletes helyszíni hidrometriai mérések egészítették ki. Megtörtént a szekszárdi, a dunaújvárosi és a Szeged fölötti M43-as hidak helyének és a legnagyobb hidraulikai igénybevételnek kitett pillérek védelmének meghatározása. A Vásárosnamény alatti M3-as és a Szolnok fölötti M4-M8-as hidak esetében a keresztezési hely meghatározása volt a feladat. A hídpillérek mederhidraulikai vizsgálatának gyakorlati fontosságát az adja, hogy a rendszerváltást követően megépült és tervezett dunai és tiszai hidjainkkal foglalkozik. A pillérek megbízható védelme nélkül a híd stabilitása elképzelhetetlen. Különlegesség, hogy a Duna és a Tisza esetében egyaránt méretezési eljárást ismertet.
3. A Vásárhelyi-terv továbbfejlesztése országunk legjelentősebb vízügyi beruházási programja. A vésztározós rendszer lényege, hogy a mértékadó szinttel és hozammal érkező víz tetemes mennyiségét árapasztó műtárgyakon vezetik a vésztározóba, csökkentve ezzel a Tisza további hozamát és szintjét és ezzel magát az árvízveszélyt is. A Vásárhelyi-terv továbbfejlesztése keretében a Cigándi-, a Szamos-Kraszna-közi és a Tiszasülyi vésztározók töltő-ürítő műtárgyainak kismintavizsgálatára került sor. A felfokozott hidraulikai helyzet és az esetenkénti kétirányú áramlás különleges műtárgyakat igényeltek. A műtárgyaknak félelmetes mennyiségű vizet kell átvezetniük, ráadásul különösebb károsodás nélkül. Néhány műtárgynak a tározó gyors leürítését is biztosítania kell. Ezek az árapasztó műtárgyak különlegesek, a kulcsfontosságú csillapítóterek új megoldásokat képviselnek, melyek a további tervezési munkát jelentősen megkönnyítik. A Vásárhelyi-terv továbbfejlesztése kapcsán a Cigándi-, a Szamos-Kraszna-közi és a Tiszasülyi vésztározók töltő-ürítő műtárgyainak kismintavizsgálatára került sor. A felfokozott hidraulikai helyzet és az esetenkénti kétirányú áramlás különleges műtárgyakat igényeltek. Eredményként új megoldások születtek. A kaszkád rendszerű csillapítótér különleges figyelmet érdemel. A VITUKI-ban kidolgozott megoldás a gyakorlatban bevált, terjed.
4. Az utolsó fejezet folyószabályozással, a Dunakanyar helyreállításával és a dunai hajózás feltételeinek javításával foglalkozik. Mindhárom terület kiemelkedő jelentőségű. Közülük az első, a korszerű folyógazdálkodási szemlélet alkalmazására példa. A második a vízlépcső építésének elmaradását követő rekonstrukciós munkák következményeit vizsgálja, és az ellenőrző rendszer felépítéséről számol be. Kiemelkedő fontosságú a Duna hajózhatóságának javításával foglalkozó rész. Hét gázló illetve szűkület ismertetésére kerül sor. Természetesen csak a hagyományos, klasszikus  folyószabályozási módszerek jöhettek számításba. A megoldásokból is kitűnik, hogy a gázlók, szűkületek megszüntetésére irányuló beavatkozások a környezet-, és természetvédelem, a vízbázisok védelme, illetve a települési érdekek szempontjából is előnyösek lehetnek.

## Kitüntetése
Miniszteri elismerő oklevél (2006) 

## Művei
- A Lágymányosi öböl vízcseréje. 1973. Témaszám: III/3/5/73.[8]
- Decsi Sándorné társszerzővel: A Dunakiliti Duzzasztómű háromdimenziós hidraulikai kismintavizsgálata. 1974.[9]
- Tározók egyesített vízkivételének és árapasztójának hidraulikailag kedvező kialakítása. (VITUKI/II. 2.2.1./,1978, témabesz.) (Eredetije az Országos Vízügyi Levéltárban. 3798. szám)
- Dunakiliti duzzasztómű szegmens táblájára az ideiglenes elzárás betétgerendájára ható hidrodinamikus erők meghatározása, 1978.[10]
- Folyószabályozási művek méretezésének fejlesztése, VITUKI  kutatási jelentés, Budapest, 1982.
- A jég statikus szilárdságának és a műtárgynak ütköző jég dinamikus nyomásának meghatározása, VITUKI kutatási téma száma: 721/2-35, Bp. 1982. 86 oldal (Eredetije az Országos Vízügyi Levéltárban. 4295. szám)
- Hidraulikai összefüggések fejlesztése és alkalmazása a  jégmozgás leírására, VITUKI kutatási téma száma:7611(2)28., Bp., 1989.
- Decsi Sándorné társszerzővel: A dunakiliti jégfogóművek megtervezését megalapozó áramlástani és erőtani vizsgálatok (erőtani vizsgálatok), VITUKI kutatási témaszáma 7623(2)409, Budapest, 1987.
- Mayer István társszerzővel: Hidraulikai összefüggések fejlesztése és alkalmazása a jégmozgás leírására, VITUKI kutatási téma száma:731(2)2603., Bp., 1989.
- Pfenninberger Á. társszerzővel: Ice release under tainter gates, XX. IAHR Congress, Moscow, 1983.
- Mayer István és Köröndi Lászlóné társszerzőkkel: A Duna 1843 fkm szelvényében létesítendő fenékküszöb szeletmodellen végzett hidraulikai kismintavizsgálata. Kutatási jelentés, 1995.
- A Vásárhelyi-terv továbbfejlesztése I. ütemének tervezési munkái. A Szamos-Kraszna közti árapasztó tározó vízbeeresztő műtárgyának hidraulikai kisminta-vizsgálata. Témavezető: Szepessy György, VITUKI, Témaszám: 715(16)719901, Budapest 2007/a.; 2007/b.[11]

## Forrás
- folyamihidraulika.hu Szepessy György weblapja Archiválva 2020. július 26-i dátummal a Wayback Machine-ben
- Hidraulikai Intézet
- A Vízgazdálkodási Kutató Intézet éves működési beszámolói. Lásd Jegyzetek alatt!